# Fosfatidiletanolamin
Fosfatidiletanolamin (cefalin, PE) je lipid prisutan u biološkim membranama. On se sintetiše adicijom CDP-etanolamina na diglicerid, pri čemu se otpušta CMP. S-adenozil metionin može naknadno da metiliše amin fosfatidiletanolamina i da proizvede fosfatidilholin.

## Spoljašnje veze
- Cephalins на 